# Liste der Banken in Aserbaidschan
Dies ist eine Liste der Banken in Aserbaidschan.

## Zentralbank
- Zentralbank der Republik Aserbaidschan[1]

## Geschäftsbanken
Mit dem Stand 2024 gibt es 24 Geschäftsbanken, die in Aserbaidschan tätig sind.
| Name                                       | Gründung           | Mehrheitseigentümer              | Kapital       | Website           |
| ------------------------------------------ | ------------------ | -------------------------------- | ------------- | ----------------- |
| „Accessbank“ CJSC                          | 25. Oktober 2002   | Asiatische Entwicklungsbank      | Aserbaidschan | accessbank.az     |
| „AFB Bank“ CJSC                            | 28. November 2008  |                                  | Aserbaidschan | afb.az            |
| „International Bank of Azerbaijan“ OJSC    | 30. Dezember 1992  | Azerbaijan Investment Holding    | Aserbaidschan | abb-bank.az       |
| „Azerbaijan Industry Bank“ OJSC            | 28. September 1996 | Anadolu Investment               | Aserbaidschan | asb.az            |
| „Azer-Turk Bank“ OJSC                      | 29. Juni 1995      | State Service on Property Issues | Aserbaidschan | atb.az            |
| „BankAvrasiya“ OJSC                        | 28. November 2007  |                                  | Aserbaidschan | bankavrasiya.az   |
| „Bank of Baku“ OJSC                        | 18. Februar 2005   | NAB Holding                      | Aserbaidschan | bankofbaku.az     |
| „Bank BTB“ OJSC                            | 19. März 2010      |                                  | Aserbaidschan | btb.az            |
| „Bank Respublika“ OJSC                     | 15. Dezember 1992  | Guliyev                          | Aserbaidschan | bankrespublika.az |
| „Naxçıvanbank“ OJSC                        | 4. August 2008     |                                  | Aserbaidschan | naxcivanbank.az   |
| „Premium Bank“ OJSC                        | 6. Januar 1994     | Hamzayeva Zaria Kamil            | Aserbaidschan | premiumbank.az    |
| „Bank VTB (Azerbaijan)“ OJSC               | 22. Oktober 1993   | VTB Group                        | Russland      | vtb.az            |
| „Expressbank“ OJSC                         | 30. Dezember 1992  | Azenco                           | Aserbaidschan | expressbank.az    |
| „Xalq Bank“ OJSC                           | 27. Dezember 2004  | İdeal Business Ko                | Aserbaidschan | xalqbank.az       |
| „Kapital Bank“ OJSC                        | 8. Februar 2000    | PASHA Holding                    | Aserbaidschan | kapitalbank.az    |
| „Muğanbank“ OJSC                           | 25. November 1992  |                                  | Aserbaidschan | muganbank.az      |
| „Yelo“ OJSC                                | 25. Februar 1994   | Topaz Investment                 | Aserbaidschan | yelo.az           |
| „Pasha Bank“ OJSC                          | 28. November 2007  | PASHA Holding                    | Aserbaidschan | pashabank.az      |
| „Rabitabank“ OJSC                          | 30. Juni 1993      | Zakir Nuriyev                    | Aserbaidschan | rabitabank.com    |
| „TuranBank“ OJSC                           | 30. Dezember 1992  |                                  | Aserbaidschan | turanbank.az      |
| „Unibank“ OJSC                             | 10. Dezember 1992  | Eldar Garibov                    | Aserbaidschan | unibank.az        |
| „Yapı Kredi Bank Azerbaijan“ CJSC          | 11. Januar 2000    | Yapı ve Kredi Bankası            | Türkei        | yapikredi.com.az  |
| „Ziraat Bank Azerbaijan“ OJSC              | 30. Dezember 2014  | T.C. Ziraat Bankası              | Türkei        | ziraatbank.az     |
| Ausländische Bankfiliale                   |                    |                                  |               |                   |
| „Bank Melli Iran“ (Baku Filiale)           | 29. Januar 1993    | Bank Melli Iran                  | Iran          | bmibaku.az        |
| „National Bank of Pakistan“ (Baku Filiale) | 30. Juni 2005      | National Bank of Pakistan        | Pakistan      | nbp.az            |

## Ehemalige Geschäftsbanken
- AtaBank (Insolvenz)
- Azal Bank (Insolvenz)
- Bank Silk Way (Insolvenz)
- Debutbank (Insolvenz)
- DemirBank (Insolvenz)
- Evrobank (Insolvenz)
- Azerigasbank (Insolvenz)
- Amrahbank (Insolvenz)
- AtaBank (Insolvenz)
- NBCBank (Insolvenz)
- Vahid bank (Insolvenz)
- Zaminbank (Insolvenz)
- KredoBank (Insolvenz)
- United Credit Bank (Insolvenz)
- Bank of Azerbaijan (Insolvenz)
- Ganjabank (Insolvenz)
- Parabank (Insolvenz)
- Bank Technique (Insolvenz)
- Royal Bank (Insolvenz)
- DekaBank (Insolvenz)
- Atrabank (Insolvenz)
- Caspian Development Bank (Insolvenz)
- Bank Standard (Insolvenz)
- DəmirBank (Insolvenz)
- Caucasus Development Bank (Insolvenz)
- Günay Bank (Insolvenz)